# 真值语义
在逻辑的语义中，真值语义是对 Tarski主义语义的一种替代选择。它主要由 Ruth Barcan Marcus、H. Leblanc、M. Dunn 和 N. Belnap 所拥戴。它也叫做(量词的)代换释义或代换量化。
Beth 的一个定理声称，在模型中一个域内所有成员除了那些被指派给常量的都可以被折消，假定了全称量词(存在量词)可以被读做公式的合取(析取)，其中常量替代在量词作用域内的变量的想法。比如，∀xPx 可以读做 (Pa & Pb & Pc &...) 这里的 a,b,c 是个体常量替代了在 Px 中的所有 x 的出现。
在真值语义和谓词逻辑的标准语义之间的主要区别是真值语义没有域。只有原子公式和量化公式的真值子句不同于真值语义。在真值语义中原子公式如 Pb 或 Rca 为真，当且仅当 b (的指称物)是谓词 P 的外延的成员，和当且仅当有序对 (c,a) 是 R 的外延的成员；在真值语义中原子公式的真值是基本的。全称(存在)公式为真，当且仅当它的所有(某些)代换实例为真。比较于标准语义，它声称全称(存在)公式为真，当且仅当对于这个域的所有(某些)成员，这个公式对于其中全部(某些)成立；比如，∀xA 为真(在一个释义下)，当且仅当对于域 D 的所有的 k，A(k/x) 为真(这里的 A(k/x) 是用 k 代换 A 中 x 的所有出现的结果)。(这里我们假定常量是以自身命名的--就是说它们也是这个域的成员)。
真值语义不是没有问题。首先，强完备性定理和紧致性定理失效。要看到这些问题请考虑集合 {F(1), F(2),...}。明显的公式 ∀xF(x) 是这个集合的推论，但它不是其任何有限子集的推论(所以从它是不可演绎的)。立即就可以得出紧致性定理和强完备性定理二者对于真值语义失效。这由 Dunn 和 Belnap 在 1968 年给出的逻辑推论的修改定义所矫正。
另一个问题出现在自由逻辑中。考虑带有无指称的一个个体常量 c 和表示不存在的一个谓词 F 的一个语言。那么 ∃xFx 为假，即使它的一个代换实例(实际上在这个释义下所有这种实例)为真。要解决这个问题我们简单的增加一个限制条款，存在量化陈述在一个释义下为真，至少一个代换实例在其中这个常量指称存在的某个东西。